# 一日署長

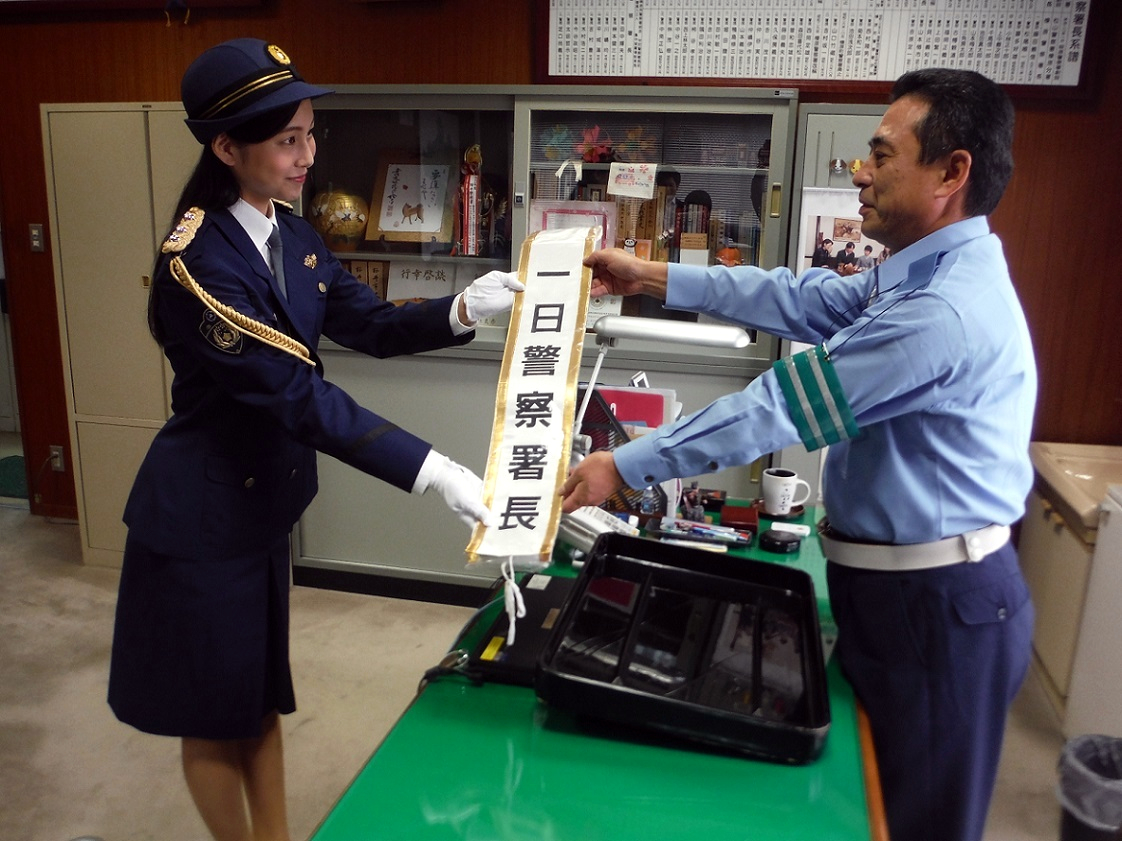
桜井警察署の「一日署長」を受嘱する吉田桃華（左）（2018年9月21日、奈良県桜井市にて）

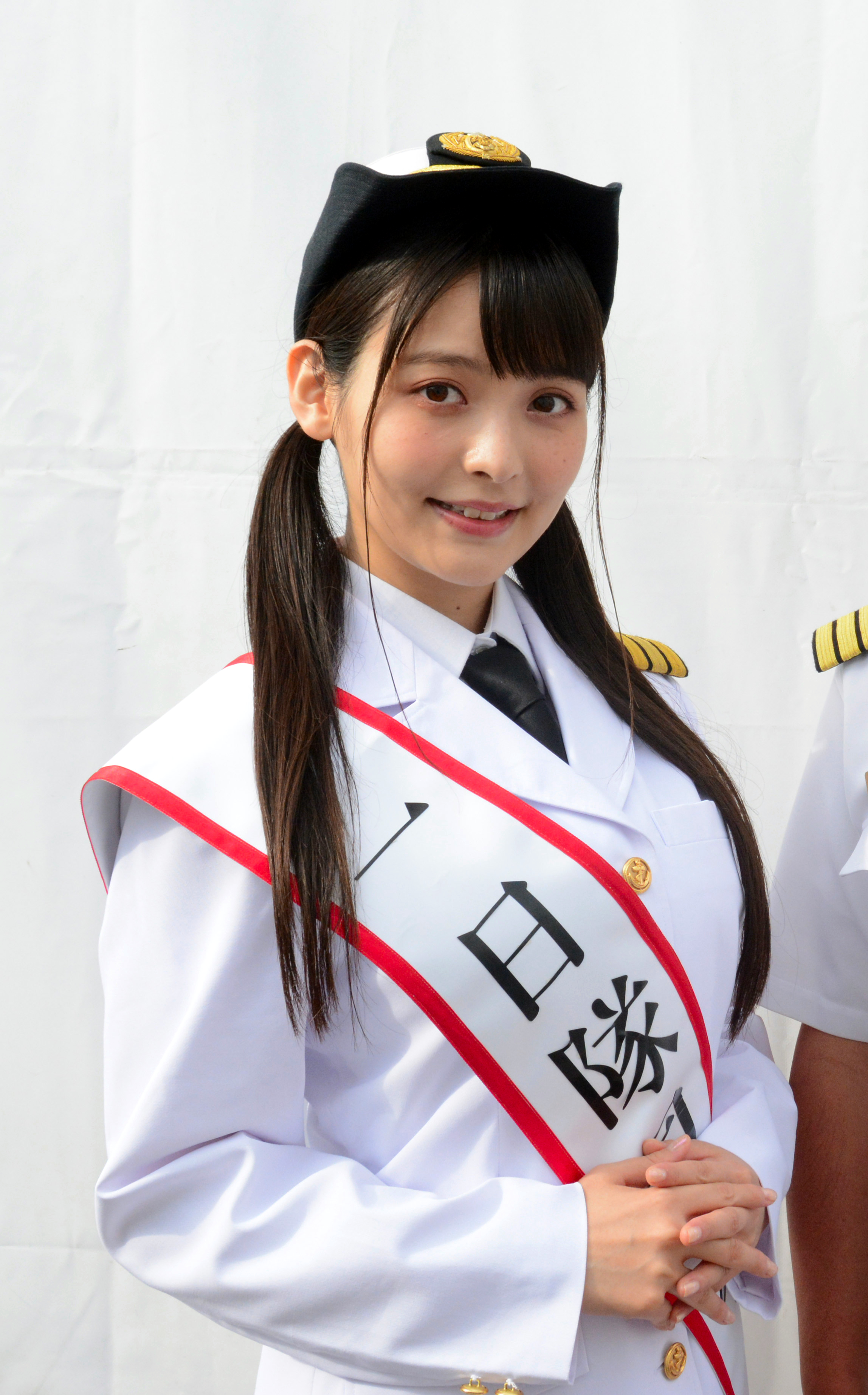
海上自衛隊自衛艦隊護衛艦隊第一護衛隊群第一護衛隊の「一日隊司令」を受嘱した上坂すみれ（2019年10月6日、神奈川県横浜市にて）

一日署長（いちにちしょちょう）とは、警察署、消防署や税務署など署を称する機関が芸能人・著名人・スポーツ選手・マスコットキャラクター・動物などを一日に限り署長に起用する署のPRイベントである。

## 一日警察署長
警察の一日署長は一般的に特別運動活動の一環として行われ、「防犯」・「交通安全」などをPRする目的で行われる。
ただし、一日警察署長イベントを行う予定があってもその直前に所轄管内で大きな事件が起きると、捜査に集中するため、一日署長イベントを中止することがある。
一日警察署長イベントは基本的に当該署が企画立案を行い、イベント自体も管内で行われるので、地域性が高いイベントになる。しかし、警視庁など警察本部主導で行われることもあり、その場合には警察本部の総務部や警務部が担当する。
類似のものとして、毎年1月10日に「110番の日」として各地の警察本部で110番による通報の処理を担当する通信指令部門の「一日○○（組織の責任者、本部長や室長など）」の任命がある。通信指令部門の場合は110番のPRということになる。また、稀に警察署の上部組織である方面本部で「一日方面本部長」が任命されることもあるが、警察本部レベルでの一日所属長（警視総監・警察本部長）イベントは行なわれていない。
なお、一日警察署長には警察官としての司法警察権は与えられない。任命されている間も本来の署長が解任されずに業務を行っているため、任命された人物が事件対応の指揮を執ったり、被疑者を（私人現行犯逮捕以外の方法で）逮捕するなどの事態は起こりえない。

### 主な活動
一日警察署長となる者は署長室で行う一日署長任命式に出席し、任命証を受け取って、正式に一日署長任命される（任命者は本来の署長であることが多い）。
実際の各署の署長人事は上部機関で人選、任命される。警察の場合は警察本部が人選、任命ということになり、警察署の署長室で任命式を行うことはない。
任命後、一日警察署長は礼式（挙手の敬礼の仕方）の指導などを受け、下記のような活動を行う。
- 歓迎パレードや交通安全パレードに参加
- 署内巡察と署員への訓示
- 管内や署内を巡回して地域住民や署員と交流、PR活動（一日署長によるスピーチを行うこともある）
- 特別運動活動関係のコンクール（作文や標語）の表彰式への参加（賞状や記念品を手渡すこともある）
  - 他に警視総監賞授与式に出席し、表彰されるケースもある。
- 記者が来ている場合は記者会見を行うこともある。

一日署長として活動中は基本的に制服を着用しており、公式行事には制服（飾り肩章と飾緒の付いた礼服、周章に細い金線2本付いた上級幹部用制帽）姿で出席する。ただし、力士などのように大柄な人物が一日署長に任命された場合、サイズが合う制服がないので、本人の正装（力士であれば紋付袴に雪駄）で代用する場合がある。

基本的には一日署長の名の通り、日中のほとんど、管内各地においてその活動を行うことが多いが、2023年10月11日に上村ひなのが務めた新潟県三条警察署の一日署長においては、市内の公民館で行われた地域安全イベントの壇上において任命式が行われ、またこのイベント以外の活動がなかったことから実質的に2時間ほどで終わった一日署長の例もある。

### 被任命者の主な特徴
- 起用されるのは主に芸能人やスポーツ選手である。グループアイドルの場合はメンバー全員がなることもある[注 2]。
- 警察の広報活動なので、犯罪歴（前科）のある者は原則として起用されない（また、消防署[注 3]・税務署でも起用されにくい）。
- 全員ではないが、俳優の場合、刑事ドラマで警察官役を演じた人物が起用されやすい傾向にある。
- 警察や自衛隊の場合、一日に限り「階級」が交付される。
  - 階級は必ずしも当該署長と同じではなく、まれに警部など本来署長職が有り得ない階級で一日署長を務めることもあるため、身分上は一日に限り警察官ということになる。
  - 自衛隊においては駐屯地（基地）司令と同一または下位の階級が付与され、実際に着用する制服や戦闘服も当該の階級章が取り付けられている（ただし戦闘服においてはほとんどの場合、本来であれば縫い付けられるものが脱着の手間を省くために両面テープによって固定されている）。

### 今までの主な一日署長
- 哀川翔[1]
- アイくるガールズ[2]
- 秋山博康
- 有森裕子[3]
- 安藤美姫[4]
- 石原詢子[5][6]
- いとうまい子[7]
- 岩佐美咲[8]
- ウルトラマン[9]
- えとう窓口[10]
- 大久保嘉人[11]
- 大角ゆき[12]
- 大仁田厚[13]
- 小野彩香[14]
- 小野武彦
- 筧美和子[15]
- 風間俊介[16]
- 梶裕貴[17]
- ガチャピン
- 香里奈[18]
- 川崎純情小町☆[19]
- 川津明日香
- 北村総一朗
- 北山たけし[20]
- 空閑琴美[21]
- 工藤美桜
- 倉持春希[22][23]
- 黒見明香[24]
- KENN[17]
- 小池里奈[25]
- 国分佐智子
- 小久保志乃[26]
- 後藤洋央紀[27]
- 後藤真希[注 4]
- 小林星蘭[28][29]
- コロッケ[30]
- 紺野彩夏
- 斉藤暁
- 三枝夕夏
- 桜田ひより[31]
- 桜庭ななみ[32]
- さくらまや[33]
- 佐山聡[34]
- 出世大名家康くん[35]
- しんじょう君[36]
- 鈴木あみ
- 鈴木尚広[37]
- 鈴木福[28]
- 鈴木正幸[38]
- 鈴木梨央[39]
- すみれ[40]
- 田岡一雄[41]
- 高島礼子[42]
- 舘ひろし
- 田中刑事[43]
- 田中英祐[44]
- 玉鷲一朗[45]
- ディーオ[46]
- 栃東大裕
- 中村橋之助[47]
- ねづっち[33]
- 野呂佳代[48]
- 博多華丸[49]
- 橋本環奈[50]
- 長谷川穂積
- 原晋[51]
- 氷川きよし[52]
- ひげのおじさん[53]
- 深田恭子
- 深津絵里
- 福原愛[54]
- 藤本たから[55]
- 北條史也[56]
- 星出彰彦[57]
- 星野有香
- 舞の海秀平[58]
- 前田敦子[59]
- 前田瑠美[60]
- 又吉克樹[61]
- 松浦亜弥
- 松本若菜[62]
- 三星マナミ[63]
- 宮崎美穂[64]
- 桃瀬美咲[65]
- 森島寛晃[66]
- 森千晴[67]
- 森日菜美
- 矢口真里[68]
- 柳葉敏郎[69]
- 山口もえ
- 山崎直子[70]
- 山下永夏[71]
- 山田邦子[72]
- 山本雪乃[73]
- 陽川尚将[56]
- 吉岡美穂
- 吉倉あおい[74]
- 吉田羊[75][76][77]
- リラックマ[78]
- 六角彩子[79]
- 和田アキ子
- 渡辺徹[80]
- 渡辺直美[81]

### 動物による一日警察署長
- 猫　富山南警察署[82]
- フンボルペンギン(下田海中水族館)　下田警察署[83]

### 一日警察署長をテーマにした映画
『罪とか罰とか』（2008年）

### 一日警察署長をテーマにしたドラマ
『ピュア!〜一日アイドル署長の事件簿〜』（2019年）